# Карловце
Карловце или Карловци (на македонска литературна норма: Карловце) е село в Северна Македония, в община Старо Нагоричане, разположено в областта Средорек.

## История
В края на XIX век Карловце е българско село в Кумановска каза на Османската империя. Според статистиката на Васил Кънчов („Македония. Етнография и статистика“) от 1900 г. Карловци е населявано от 126 жители българи християни.
Цялото население на селото е под върховенството на Българската екзархия. По данни на секретаря на екзархията Димитър Мишев („La Macédoine et sa Population Chrétienne“) в 1905 година в Карловци има 120 българи екзархисти. Според секретен доклад на българското консулство в Скопие всичките 15 къщи в селото през 1904 година под натиска на сръбската пропаганда в Македония признават Цариградската патриаршия.
При избухването на Балканската война 2 души от Карловци са доброволци в Македоно-одринското опълчение.
Според преброяването от 2002 година селото има 11 жители, всички северномакедонци.